# Milieu

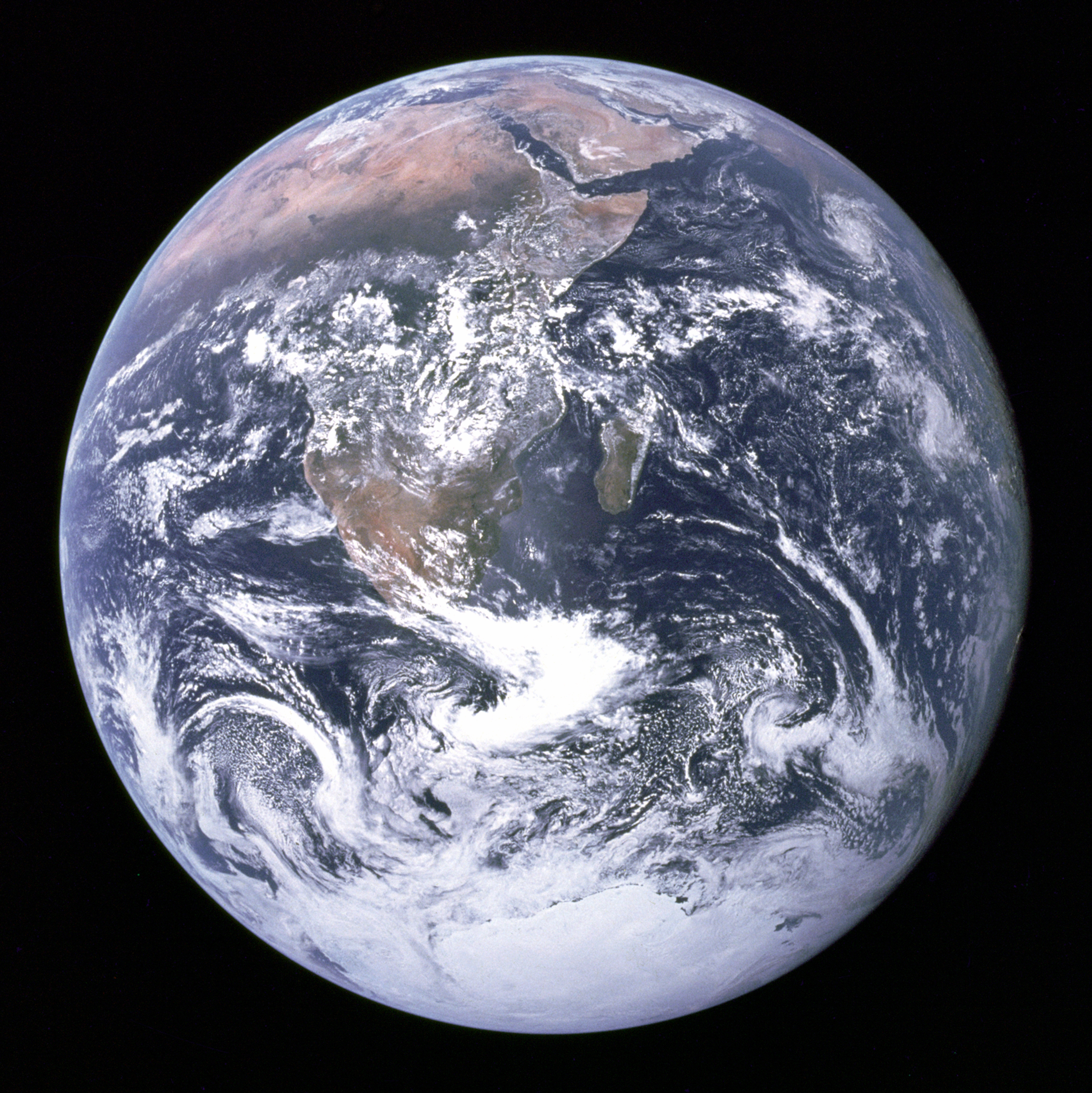
Het milieu is het geheel van voorwaarden en invloeden van de omgeving, waardoor het leven voor een organisme daar al dan niet mogelijk is

Milieu of omgeving is, in de biologie en de ecologie, het geheel van uitwendige voorwaarden en invloeden die voor een organisme, hetzij dier (inclusief de mens), plant of micro-organisme, van essentieel belang zijn. Het is de omgeving waarin, en waarvan het organisme, mede afhankelijk van de soort, al dan niet kan leven. De feitelijke leefomgeving van een organisme is zijn habitat. 

## Gaswisseling
Ieder levend organisme wisselt, ten behoeve van, en als gevolg van zijn metabolisme, onafgebroken materie uit met zijn omgeving. Een belangrijk voorbeeld van deze uitwisseling vormt de gaswisseling, die optreedt tussen alle soorten aerobe (zuurstofminnende) organismen en hun leefmilieu. Gaswisseling wordt door zowel auto- als heterotrofe aerobe organismen gebruikt voor de celademhaling, het stofwisselingsproces dat, middels biologische oxidatie van glucose, het organisme van energie voorziet. Bij de gaswisseling ten behoeve van de celademhaling wordt zuurstofgas uit de omgeving opgenomen (planten), of ingeademd (dieren), en koolzuurgas afgescheiden. Autotrofe organismen (planten) kennen daarnaast een omgekeerde gaswisseling, waarbij ze koolzuurgas (en water) opnemen en zuurstof aan hun omgeving afstaan. Deze gaswisseling dient voor, en is het gevolg van de fotosynthese, het biochemische proces waarbij planten en algen hun eigen energiebron aanmaken, in de vorm van glucose.

## Biogeografie
De biogeografie bestudeert voor iedere soort plant of dier alle plekken waar deze op aarde voorkomt, het zogenaamde verspreidingsgebied van het organisme. Kosmopolieten zijn organismen die bijna overal ter wereld voorkomen. Voorbeelden zijn de brandnetel, de huisvlieg, de verschillende leden van de kraaienfamilie, de huisduif en de bruine rat. Bij gunstigere milieufactoren in een geografisch gebied is sprake van een grotere biodiversiteit: een groter aantal soorten organismen per oppervlakte-eenheid weet zich daar te handhaven. De grootste biodiversiteit komt voor in de tropen. De laagste soortenrijkdom komt voor op het vaste land van Antarctica waar, buiten de kustgebieden, alleen extremofiele organismen kunnen (over)leven.   

## Milieufactoren
De omgeving waarin het organisme zich handhaaft wordt gevormd door biotische en abiotische milieufactoren. Een organisme maakt deel uit van een levensgemeenschap, dat zijn alle organismen in een gegeven gebied of biotoop. Levensgemeenschap en biotoop vormen samen een ecosysteem. Binnen een ecosysteem vormt de levensgemeenschap het levende of biotische deel; de biotoop vormt het fysico-chemische of abiotische deel. Biotische milieufactoren waaraan een organisme wordt blootgesteld kunnen verder worden onderverdeeld in invloeden van organismen van andere soorten, en van andere individuen van dezelfde soort. Deze relaties vormen het centrale thema van de ecologie. De populatiebiologie bestudeert specifiek de relaties tussen individuen van een groep organismen van dezelfde soort of populatie.

### Abiotisch milieu
Bij de abiotische milieufactoren zijn verder te onderscheiden:
- klimaat: neerslag, luchtvochtigheid, temperatuur, daglengte en lichtsterkte, wind en windsterkte
- bodem: moedergesteente, humus, grondsoort, grondwater, bodemvocht, zuurgraad, reliëf, helling en expositie
- water: stroming, getijden, zuurstofgehalte, zoutgehalte, elektrische geleidbaarheid, trofie, saprobie, waterdiepte, troebelheid, doorzichtigheid, golfslag

### Biotisch milieu
Bij de biotische milieufactoren is er sprake van intraspecifieke ('binnen-soortelijke') en van interspecifieke ('tussen-soortelijke') interactie, afhankelijkheidsbetrekkingen tussen individuen van dezelfde soort, respectievelijk individuen van verschillende soorten, zoals:
- antropogene factoren: door de mens veroorzaakte invloeden
- concurrentie
- coöperatie
- kannibalisme
- parasitisme
- predatie
- symbiose

## Mens en milieu
Ecosystemen en landschappen zonder noemenswaardige invloed van de mens heten natuurlandschappen en wildernis. Gebieden waar de mens zijn directe of indirecte invloed doet gelden heten cultuurlandschap, zoals landelijk gebied (met akkerbouw, tuinbouw, veeteelt, bosbouw als bestaansmiddel), stedelijk gebied en industriegebieden.
De mens en zijn activiteiten vormen wereldwijd de meest overheersende biotische milieufactor, omdat de mens ingrijpt in zijn omgeving en deze aanpast aan zijn (economische) behoeften en doelstellingen. Tot de antropogene (van de mens afkomstige) invloeden behoren ontwateren, ontsluiten, perceleren, kappen, maaien, begrazing, grond bewerken, bebouwen.
In de betekenis van leefomgeving of leefmilieu van de mens is het milieu het gedeelte van de natuurlijke omgeving (levende en niet levende natuur) waarin het menselijk leven en het menselijk bestaan mogelijk is, en plaatsvindt. Daarbij is een belangrijk aspect de relaties binnen de samenleving en tussen mensen onderling. Het begrip milieu heeft dus ook een sociologische connotatie, in de betekenis van sociale omgeving of sociale klasse. 
Er zijn verschillende specialismen die de relatie tussen mens en zijn natuurlijk milieu onderzoeken, zoals de milieuwetenschappen, milieueconomie, milieusociologie en milieufilosofie.

### Milieuschade
De mens grijpt in in de natuurlijke omgeving, middels landbouw, mijnbouw, woningbouw, en de aanleg van infrastructuur. Ook niet-doelbewust menselijk handelen kan leiden tot schade aan milieu en natuur:
- uitputting van natuurlijke hulpbronnen
- milieuverontreiniging
- aantasting van het milieu, dat wil zeggen een structurele of onomkeerbare wijziging in het landschap of het onderliggende ecosysteem, met als gevolg een vermindering van de diversiteit en de kwaliteit (natuurwaarde).

### Beperking van milieuschade
Verschillende partijen spelen een rol bij de beperking van de milieuschade, waaronder:
- de overheid: het leefmilieu is in economische zin een collectief goed, met het risico van uitputting van de natuurlijke hulpbronnen, en van mileuschade, zonder dat daaraan een prijs hangt; daarom is milieubescherming een overheidstaak. De overheid voert een milieubeleid met verschillende instrumenten, zoals milieueducatie, voorschriften, belastingen en subsidies. De mate waarin overheden ten behoeve van het milieu moeten ingrijpen in de markt, en andere onderdelen van de samenleving, is onderwerp van veel discussie. Liberale partijen willen zo weinig mogelijk overheidsbemoeienis met de markt, terwijl groene partijen alles willen doen om het milieu te beschermen
- de maatschappelijke organisaties: behalve overheden houden ook maatschappelijke organisaties zich bezig met milieubescherming en de voorlichting daarover. Het geheel van deze organisaties wordt de milieubeweging genoemd
- het bedrijfsleven
- de consumenten